# Tonk (Distrikt)
Der Distrikt Tonk (Hindi टोंक जिला) ist ein Distrikt im westindischen Bundesstaat Rajasthan. Verwaltungssitz ist die gleichnamige Stadt Tonk.

## Bevölkerung
Die Einwohnerzahl lag beim Zensus 2011 bei 1.421.326, 10 Jahre zuvor betrug sie noch 1.211.671.
Das Geschlechterverhältnis lag bei 952 Frauen auf 1000 Männer.
Die Alphabetisierungsrate betrug 61,58 % (77,12 % bei Männern, 45,45 % bei Frauen).
87,49 % der Bevölkerung waren Hinduisten, 10,77 % Muslime, 1,58 % Anhänger des Jainismus.

## Verwaltungsgliederung
Der Distrikt ist in 7 Tehsils gegliedert:
- Deoli
- Malpura
- Niwai
- Peeplu
- Todaraisingh
- Tonk
- Uniara

Die Stadt Tonk besitzt den Status eines Municipal Council.
Städte vom Status einer Municipality sind:
- Deoli
- Malpura
- Niwai
- Todaraisingh
- Uniara